# Jens Sigfred Hopstock

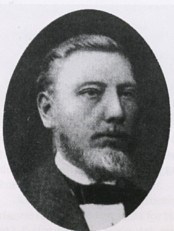
Jens Sigfred Hopstock

Jens Sigfred Hopstock (* 7. Mai 1853 in Bergen; † 1924) war ein norwegischer Ingenieur und Telefonpionier.

## Leben
Hopstock wurde in Göteborg zum Ingenieur ausgebildet. In Bergen war er an der Einführung des elektrischen Lichtes und des Telefons beteiligt. Zudem war er im Straßenbau, im Tourismus und im Dampfschiffverkehr tätig.
Nach einem Treffen mit Graham Bell 1877 erhielt Hopstock den Auftrag zur Einführung des Telefons in ganz Skandinavien. Er gründete die „Vestlandske Telefonkompani“ und baute 1889 die private Telefonleitung Voss–Gudvangen und 1892 die Leitung über das Vikafjell, mit der er die Distrikte Sogn, Voss und Hardanger mit Bergen verband. Die Gesellschaft ging 1898 in Insolvenz und wurde von Telegrafvesenet übernommen.
Hopstock beantragte 1885 eine Konzession für eine Privatbahn Voss–Gudvangen und entwarf 1895 die Elektrische Bahn Voss–Stalheim. Es erfolgte zum 5. Juni 1895 eine Einladung zur Zeichnung von Aktien für die Aktieskelskabet Voss–Stalheim, Elektriske Jernbane. Am 12. September 1895 erfolgte der Konzessionsantrag für Bau und Betrieb der Eisenbahnstrecke von Vossevangen nach Stalheim. Das Projekt wurde nie realisiert.
Jens Hopstock gründete 1892 „Sogns Turistforening“ in Vik. Dies war der erste Tourismusverband in Nordre Bergenhus Amt, dem späteren Sogn og Fjordane.